# Takachiho
Takachiho (高千穂町?) è una cittadina giapponese della prefettura di Miyazaki.

## Geografia fisica
Takachiho si trova nella parte più settentrionale della prefettura di Miyazaki, al confine con la Prefettura di Kumamoto a nord e a nord-ovest e con la Prefettura di Ōita sul lato nord e nord-est. Il fiume Gokase scorre da ovest a sud-est della città.
Il cuore della città è il centro, dove si trovano la ormai dismessa stazione di Takachiho e l'ufficio commerciale di Takachiho Kotsu, la società di trasporti pubblici della città. La gola di Takachiho, nella parte meridionale della città, è nota per la sua straordinaria bellezza.
Takachiho si trova a circa 120 km a nord-ovest dalla capitale della prefettura di Miyazaki e a circa 80 km a sud-est dalla città di Kumamoto. A causa della mancanza di trasporti pubblico e di autostrade, ci vogliono circa tre ore per arrivare a Miyazaki.

## Società

### Evoluzione demografica
Secondo i dati del censimento del 2020, la popolazione di Takachiho è di 11 642 persone.
Abitanti censiti

## Storia
Secondo la mitologia giapponese, a Takachiho Ninigi discese dal cielo, inviata da Amaterasu, la dea del sole. Nel suo territorio è presente il santuario di Ama-no-Iwato che, secondo la tradizione, è ubicato nei pressi della grotta dove Amaterasu si nascose fino a quando Ame-no-Uzume la tirò fuori.

## Monumenti e luoghi d'interesse
A Takachiho si possono ammirare:
- La Gola di Takachiho con la Cascata di Manai;
- Il Santuario shintoista di Ama-no-iwato Jinja;
- Il Tempio di Shonenji.

## Amministrazione
| Periodo         | Periodo         | Primo cittadino | Partito      | Carica  | Note |
| --------------- | --------------- | --------------- | ------------ | ------- | ---- |
| ?               | 19 gennaio 2007 | Mutsuro Kuroki  |              | Sindaco |      |
| 19 gennaio 2007 | 19 gennaio 2019 | Shingo Uchikura | Indipendente | Sindaco |      |
| 19 gennaio 2019 | in carica       | Muneyuki Kai    | Indipendente | Sindaco |      |